# Nitrato ceroso
Il nitrato ceroso è un sale di cerio(III) dell'acido nitrico.
A temperatura ambiente si presenta come un solido incolore dall'odore tenue. Può cristallizzare come esaidrato.